# گودال (فیلم ۱۹۸۱)
گودال (به انگلیسی: The Pit) (که با نام تدی نیز شناخته می‌شود) یک فیلم ترسناک کانادایی محصول سال ۱۹۸۱ می‌باشد که در آن سامی اسنایدرز و جینی الیاس به ایفای نقش پرداخته‌اند. با این که این فیلم یک اثر کانادایی‌است، صحنه‌های آن در بیور دم، ویسکانسین فیلم‌برداری شده‌اند. صحنهٔ مربوط به خود گودال نیز واپون، ویسکانسین فیلم‌برداری شده است.